# 核保护伞
核保护伞（英語：Nuclear Umbrella）是美国或其他擁有核子武器的國家向其盟友国家（如韓國、日本、澳大利亞與北大西洋公約組織成員等）所作出的一种保护承诺。如果其盟国受到危险攻击的处境下，美国可使用自己的核武进攻有意图的国家。意即該盟國受到攻擊時，也等同於本國受到攻擊。
在冷戰時期，核保護傘是美國拉攏其盟國的方式，是當時美國對其盟國外交政策的重心。美國通常都會要求盟國提供軍事基地給予美軍駐紮與提供建立飛彈基地的場地等等來當作核保護傘的交換條件。
冷戰結束後，隨著日本、韓國等國家的強大，其政府不願意完全配合美國的政策，加上北韓的核武問題，美國不願意承諾當朝鲜以核武器攻擊南韓或日本時，美國一定會用核武器反擊，使得這個政策開始受到許多的檢討。

## 參照
- 冷戰
- 北大西洋公約組織
- 核戰略（英语：Nuclear strategy）
- 核戰爭
- 相互保證毀滅
- 美日安保條約

## 外部連結
- Hans M. Kristensen. . Nautilus Institute. 1999年7月21日  [2007-12-04]. （原始内容存档于2008年4月22日） （英语）.
- William A. Cohn. . Information Clearing House. 2006年10月12日  [2007-12-04]. （原始内容存档于2007年10月22日） （英语）.
- . the Nuclear Information Project. 2006年10月23日  [2007-12-04]. （原始内容存档于2020-11-09） （英语）.
- Baker Spring. . 美國傳統基金會. 2004年10月3日  [2007-12-04]. （原始内容存档于2009-03-14） （英语）.
- Nicola Butler, Otfried Nassauer, and Daniel Plesch. . Berlin Information-center for Transatlantic Security. 1997年2月  [2007-12-04]. （原始内容存档于2016-03-04） （英语）.